# Nationalgodtemplarorden
Nationalgodtemplarorden (NGTO) var en kristen gren av godtemplarorden som bildades 1888 av avhoppare från IOGT, som reagerat på en insändare skriven av IOGT:s dåvarande ordförande vilken menade att religionen inte borde ta så stor plats inom organisationen. NGTO:s ungdomsförbund hette Heimdal.
NGTO:s grundare hade sin bakgrund i den hickmanska grenen av IOGT. Norska och danska hickmaniter kom också att bilda systerorganisationer till NGTO, med stöd från Sverige. Danmarks Nationale Goodtemplar Orden bildades redan året efter NGTO.
1907 köpte NGTO godset Wendelsberg där man grundlade Wendelsbergs folkhögskola.
NGTO gick 1922 samman med Templarorden till Nationaltemplarorden, som i sin tur 1970 fusionerade med IOGT till IOGT-NTO.

## Tidskrifter
Officiella organ för NGTO var Fosterlandsvännen (1888-1893) och National-Kuriren (1893-1922).
Man gav även ut jultidningen Julefrid.

## Ordförande för NGTO
- Johan Axel Johansson 1888-1892
- Carl Alfred Lundqvist 1892-1893
- Carl Johan Svanfeldt 1893-1907
- Jonas Karlsson 1907-1914
- C. J. Olsson 1914-1918
- Lars Fredriksson 1918-1922